# 东宁街道
东宁街道，是中华人民共和国吉林省吉林市磐石市下辖的一个乡镇级行政单位。

## 行政区划
东宁街道下辖以下地区：
东风社区、阜康社区、永安社区、中福社区、金泰社区和平安社区。